# Gerard felső-lotaringiai herceg
Gerard (? -1070. április 14. vagy augusztus 11.) ("Gerhardo duce") középkori germán nemesúr, a Német-római Birodalomhoz tartozó Felső-Lotaringiai Hercegség ura.

## Élete
Szülei Gerhard von Metz gróf és felesége Gisela. A "Notitiæ Fundationis Monasterii Bosonis-Villæ" felsorolja Gerhard gróf összes gyermekét: "Adalbertus, Gerhardus, Cuonradus, Adalbero, Beatrix, Cuono, Huoda abbatissa, Azelinus, Ida, Adeleth". Ugyanez a forrás nevezi meg Gerhard gróf örököseit "Odelrico comite et Gerhardo duce".
Metz és Châtenois grófja, majd a hercegi címet 1048 novemberében kapta III. Henrik német-római császártól, miután bátyja Adalbert, az előző herceg Thuin közelében csatában életét vesztette. "Gerardus…Lothariensium dux" egy 1067. április 11-i oklevélben birtokot adományozott az echternach-i apátságnak, és ugyanez az okirat megnevezi feleségét, fiát és szüleit ("uxoris mea Hadvidis filiique nostre Theoderici..patris mei Gerhardi matrisque meæ Gislæ").
Jean de Bayon 14. században íródott krónikája szerint Gerard herceget megmérgezték. Mindenesetre a "Obituaire de Saint-Mansuy" alapján Gerard halála augusztus 11-én következett be.

## Leszármazottai
Felesége Hedwig de Namur (1005/10]- 1080. január 28.), I. Albert namuri gróf és felesége, Ermengarde alsó-lotaringiai hercegnő lánya. Hedwig származására nézve a "Genealogica ex Stirpe Sancti Arnulfi" ad információkat, amely megnevezi "Hadewidem et Emmam de Los"-t, mint "Ermengardis [filiæ Karoli ducis]" lányait, valamint Hedwiget, mint "Theodericum ducem et Gerardum comitem fratres" anyját. Születésének pontos éve nem ismert, de feltételezhető, hogy Hedwig szüleinek késői gyermeke volt, tekintve hogy 70 év apja 1010-es halála és Hedwig 1080-ban bekövetkezett halála között.
Hedwig életére nézve két utalás maradt fenn, a remironti "Liber Memoriales" egy adományt jegyzett fel "Haduydis ducissa…consentientibus filiis suis duce Teoderico atque comite Girardo" nevében, valamint egy 1075-re datált oklevél szerint "Hadewidis ductrix" alapította Châtenois apátságát, amit halála után ("post obitum ductricis Hadewidis") fia is megerősített ("dux Theodericus filius eius").
Gerard és Hedwig házasságából négy gyermek született:
- Thierry de Lorraine (? – 1115. december 30.) A "Notitiæ Fundationis Monasterii Bosonis-Villæ" szerint fiatalon, kamaszként örökölte apja címét ("dux Theodericus puer parvulus Gerhardi ducis filius"),[2] bár anyja születési idejét nézve Thierry már elérhette felnőttkorát, amikor apja 1070-ben meghalt. Apja halálát követően II. Thierry lorrain hercege lett, bár az örökléshez való jogát öccse, Gerard vitatta. A két testvér két évig háborúzott egymással az örökségért, míg 1073 áprilisában Thierry létrehozta Vaudémont grófságát és a grófi címet öccsének adta. A testvérharcban mindkét fél meggyengült és ezt kihasználva Lajos, Mousson grófja, szintén megpróbálta a Lorraine hercege címet magának követelni. A követelések ellenére 1075-ben mint herceg erősítette meg anyja egy korábbi adományát, amivel megalapította Châtenois apátságát.[8] A Császárság és a Pápaság között dúló invesztitúraharcban Thierry IV. Henriket támogatta, amit a császár azzal hálát meg, hogy neki adta Metz városát, ahonnan előbb elűzték Hermann metzi püspököt.[9] Az "Obituaire de Saint-Mansuy" 1115. december 30-án rögzítette a herceg halálát.[10]

Felesége 1080-tól Hedwig von Formbach (? – 1090/93), Gerhard von Süpplingenburg harzgaui gróf özvegye, Friedrich von Formbach gróf és Gertrud von Hadmersleben lánya. Thierry feltehetőleg Agnès d'Aquitaine-t, Pierre de Savoie gróf özvegyét szerette volna feleségül venni, mert 1079 elején kérvényt nyújtott be a pápának ennek érdekében. A házasság Hedwiggel eszerint kb. 1080-ban köttetett.
Második feleségének, Gertrude de Flandre-nek (? – 1115/26)szintén ez volt a második házassága, előző férje III. Henrik leuveni gróf. Gertrude szülei I. Fríz Róbert flamand gróf és felesége, Gertrud von Sachsen. Gertrude leszármazását és házasságait illetően a "Cartulaire de Saint-Bertin" ad információkat, amely feljegyzi "Gertrude filia Roberti Frisonis, vidua Henrici Bruselensis", kinek fia "Theodericum", azaz I. Elzászi Thierry flamand gróf ("filium Theoderici ducis de Helsath").